# Maleševo
Maleševo este o arie protejată, din categoria V IUCN, aflată în Macedonia de Nord. Este încadrată local în categoria peisaj protejat (în macedoneană Zastiten predel). 
Zona protejată are o suprafață de 11.450 ha și este integral pe uscat. Aria este protejată din anul 2021.